# Буруновка
Буруновка (баш. Борон) — село в Гафурийском районе Башкортостана Российской Федерации. Административный центр Буруновского сельсовета.

## География
В окрестностях села протекает река Цветаевский. Запружена. Барский сад

### Географическое положение
Расстояние до:
- районного центра (Красноусольский): 34 км,
- ближайшей ж/д станции (Белое Озеро): 38 км.

## История
В 1810 году помещица Любовь Бурунова переселила из деревень Жуково и Карачаево Стерлитамакского уезда Уфимской губернии семьи крепостных крестьян на доставшуюся ей по наследству землю севернее татарской деревни Базиково. Так зародилась деревня Буруново-Любовка.
Входила деревня в Стерлитамакский уезд Уфимской губернии.

## Население
| 2002 | 2009 | 2010 |
| ---- | ---- | ---- |
| 300  | ↘283 | ↘258 |

### Национальный и гендерный состав
Согласно переписи 2002 года, преобладающие национальности — русские (40 %), татары (38 %).

## Известные уроженцы, жители
- Иван Петрович Недолин (наст. фамилия Маркелов; 17 октября 1892—5 марта 1947) — русский советский прозаик и журналист.